# ألان جونز (لاعب كرة قدم)
ألان جونز (بالإنجليزية: Alan Jones)‏ (6 أكتوبر 1945 بسوانزي في المملكة المتحدة - مارس 2023) هو لاعب كرة قدم بريطاني في مركز الدفاع. لعب مع سوانزي سيتي ونادي ساوثبورت ولوس أنجلوس أزتكس ونادي هيرفورد.

## وصلات خارجية
- ألان جونز على موقع قاعدة بيانات كرة القدم.إي يو (الإنجليزية)